# Марёй-ле-Гюйон
Марёй-ле-Гюйо́н (фр. Mareil-le-Guyon) — коммуна во Франции в департаменте Ивелин региона Иль-де-Франс. Входит в состав округа Рамбуйе, кантона Обержанвиль.

## География
Коммуна находится на равнине Монфор-л’Амори (фр.), в 24 км к западу от Версаля — административного центра департамента Ивелин и в 22 км к северу от Рамбуйе — главного города одноимённого округа.

## Достопримечательности
- Церковь Святого Мартина в Марёй-ле-Гюйон
- Замок в Марёй-ле-Гюйон
- В самом центре деревни стоит могила, надпись на которой гласит:

Здесь покоятся Луи Оноре Феликс Лепельтье д’Оне и Антуанетта Жанна Жозефина де Бомон, его жена, жившие в браке на протяжении 41 года и воссоединившиеся на вечность по своему желанию.Оригинальный текст (фр.)Ici reposent Louis Honoré Félix Lepeltier d'Aunay et Antoinette Jeanne Joséphine de Beaumont son épouse tendrement unis pendant 41 ans et réunis pour l'éternité selon leur vœu.

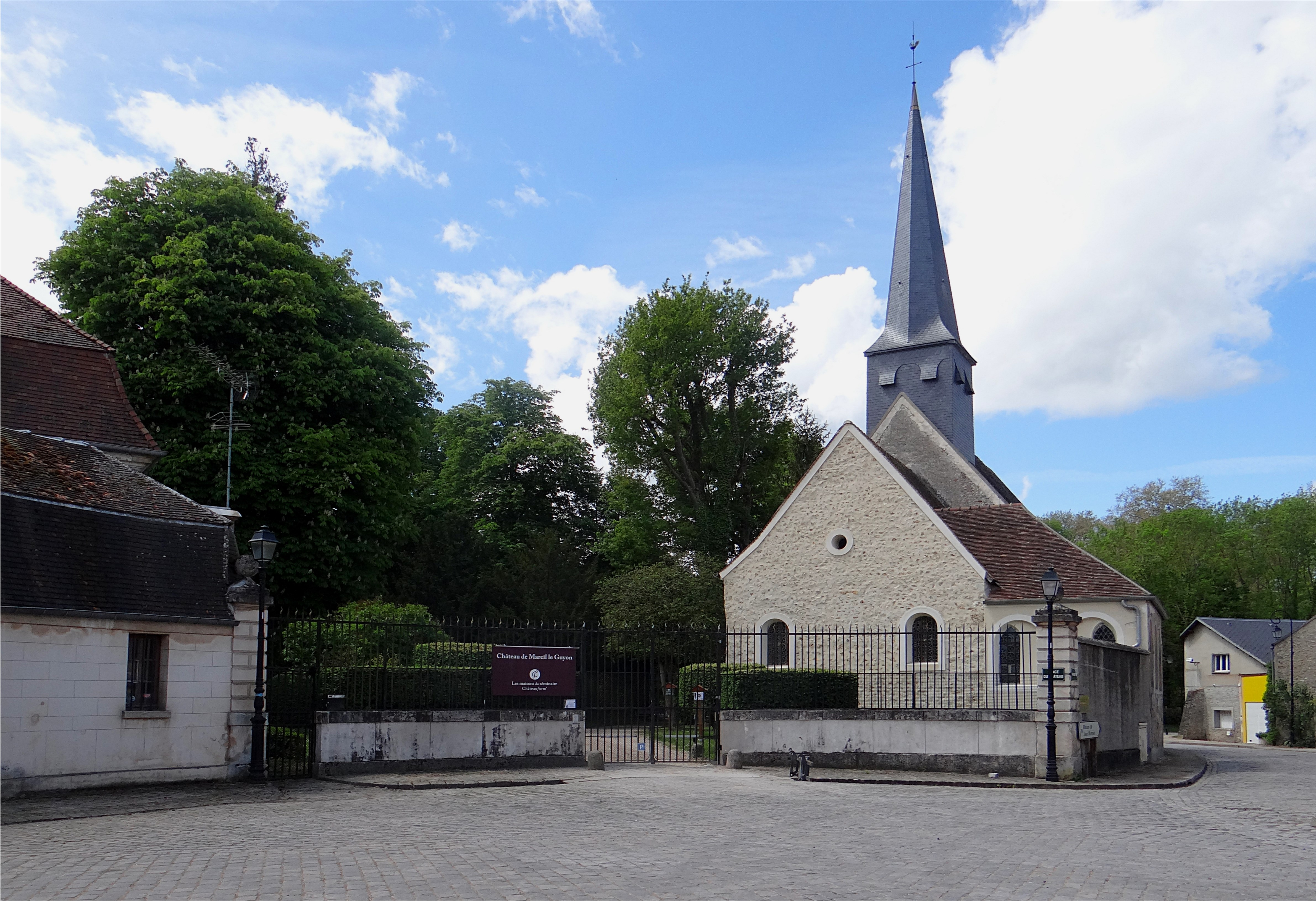
Церковь Святого Мартина
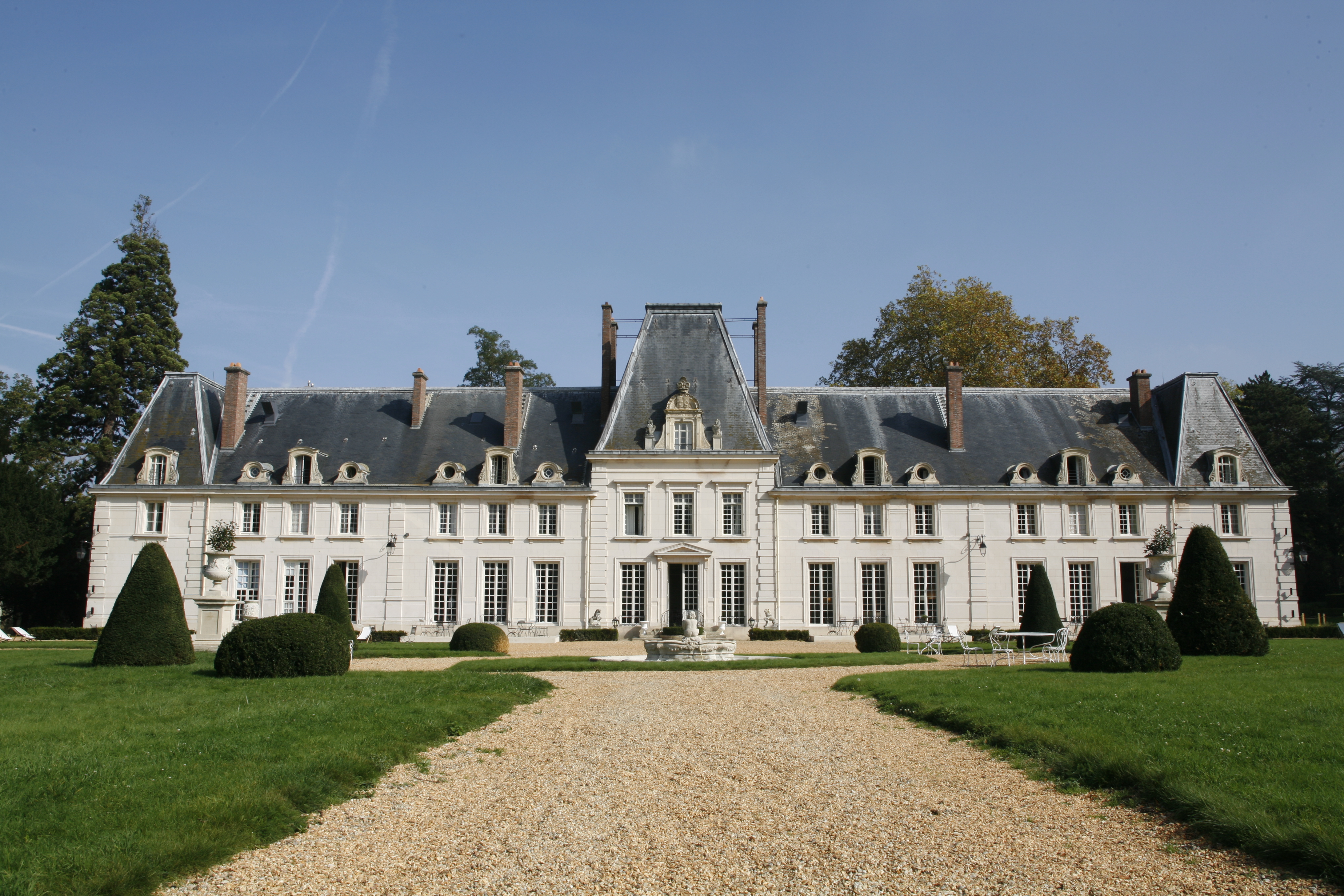
Замок в Марёй-ле-Гюйон
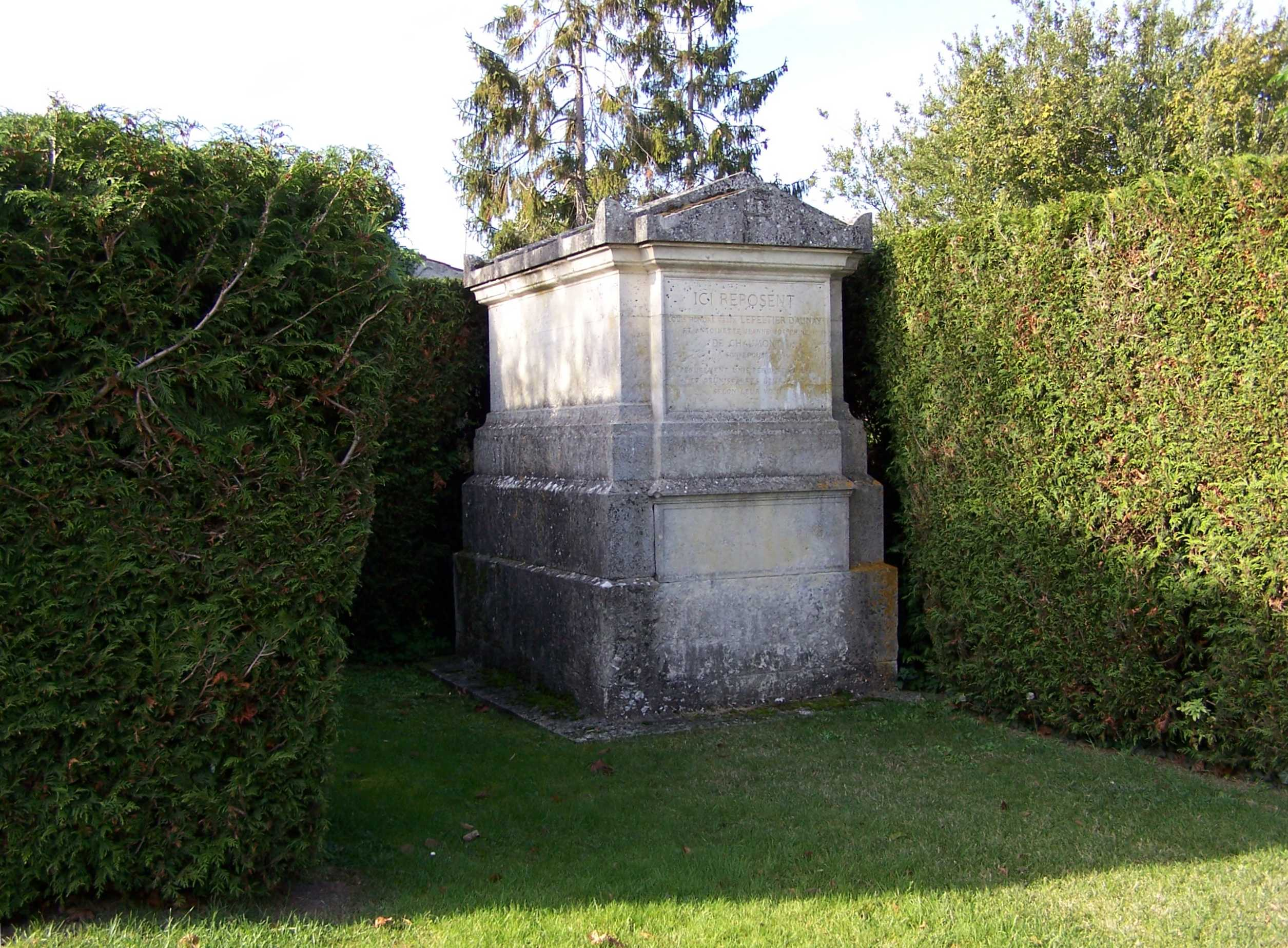
Могила в Марёй-ле-Гюйон